# Rhodospatha badilloi
Rhodospatha badilloi — вид квіткових рослин із родини кліщинцевих (Araceae), роду Rhaphidophora. Це ліана, рідним ареалом якої є пн.-зх. й пн. Венесуела.